# Liolaemus uptoni
Espèce
Statut de conservation UICN

 LC  : Préoccupation mineure
Liolaemus uptoni est une espèce de sauriens de la famille des Liolaemidae.

## Répartition et habitat
Cette espèce est endémique de la province de Chubut en Argentine,. Elle est présente entre 800 et 1 200 m d'altitude. Elle vit dans les steppes avec une basse couverture d'herbes et de buissons (50 % de la surface du sol est nue). La végétation est composée des buissons Mulinum spinosum, Nardophyllum chiliotrichioides, Nassauvia ulicina, Nassauvia glomerulosa, Brachyclados caespitosus, Azorella monanthos, Junellia mulinoides, Acantholippia seriphioides, Ephedra ochreata, Senecio filaginoides, Tetralochin caespitosum, des arbres Lycium chilense, Schinus polygamus, Adesmia volckmanni et des herbes Stipa humilis, Stipa neaei, Stipa speciosa et Hordeum comosum.

## Description
C'est un saurien vivipare.

## Étymologie
Cette espèce est nommée en l'honneur de Jorge Arturo Upton.

## Publication originale
- Scolaro & Cei, 2006 : A new species of Liolaemus from central steppes of Chubut, Patagonia Argentina (Reptilia: Iguania: Iguanidae). Zootaxa, no 1133, p. 61-68.